# Shahin Najafi
Shahin Najafi (Perzisch: شاهین نجفی) (Bandar-e Anzali, Iran, 10 september 1980) is een Iraanse singer-songwriter en gitarist. 

## Biografie
Najafi werd geboren in 1980 in Bandar-e Anzali in de Iraanse provincie Gilan. Hij studeerde sociologie, maar maakte deze studie niet af. Als gitarist werd hij getraind in zowel klassieke stijl als in flamenco. Hij begon te werken met verschillende ondergrondse muziekgroepen in Iran. Toen hij onder druk werd gezet door de Iraanse regering om zijn politieke boodschap uit zijn muziek te verwijderen, emigreerde hij naar Duitsland (2005), en begon met de muziekgroep Tapesh 2012. De groep werd goed ontvangen door de Iraanse gemeenschap en de media, deels door Najafi's maatschappelijk en politiek geladen teksten. Hij verliet de groep in het begin van 2009.
Najafi's liedjes zijn een mix van protesten tegen religieuze regeringen, armoede, seksisme, censuur, en drugsverslaving. Het nummer 'De kracht van de studenten in Iran' is gericht op intimidatie ondervonden door progressieve studenten in Iran, terwijl 'We Are Not Men' een reactie is op de pogingen van de regering om de ontluikende beweging voor gelijke rechten voor vrouwen te onderdrukken.

## Discografie
- We Are Not Man (ما مرد نیستیم) (2008)
- Illusion (توهم) (2009)
- The Year of Blood (سال خون) (2010)
- Nothing Nothing Nothing (2012) (هیچ هیچ هیچ)
- Tramadol (ترامادول) (2013)
- 1414 (EP) (2014)
- Sade (ص) (2015)